# Glâmbocelu
Glâmbocelu – wieś w Rumunii, w okręgu Ardżesz, w gminie Bogați. W 2011 roku liczyła 740 mieszkańców.